# 先進中型短距離離着陸輸送機計画
先進中型短距離離着陸輸送機計画（せんしんちゅうがたたんきょりりちゃくりくきけいかく、英: Advanced Medium STOL Transport,AMST）は、アメリカ合衆国の短距離離着陸輸送機の開発計画。

## 概要
ボーイングの開発したYC-14とマクドネル・ダグラスの開発したYC-15と共に競争試作が行われたが、1979年にはAMST計画は中止され、両機とも正式採用はされなかった。
YC-15の開発成果は後にC-17の開発で役立てられた。

## 経緯
1970年代に短距離離着陸能力を備える戦術輸送機の開発計画が策定され、マクドネル・ダグラスとボーイングが計画に参加した。

## YC-14

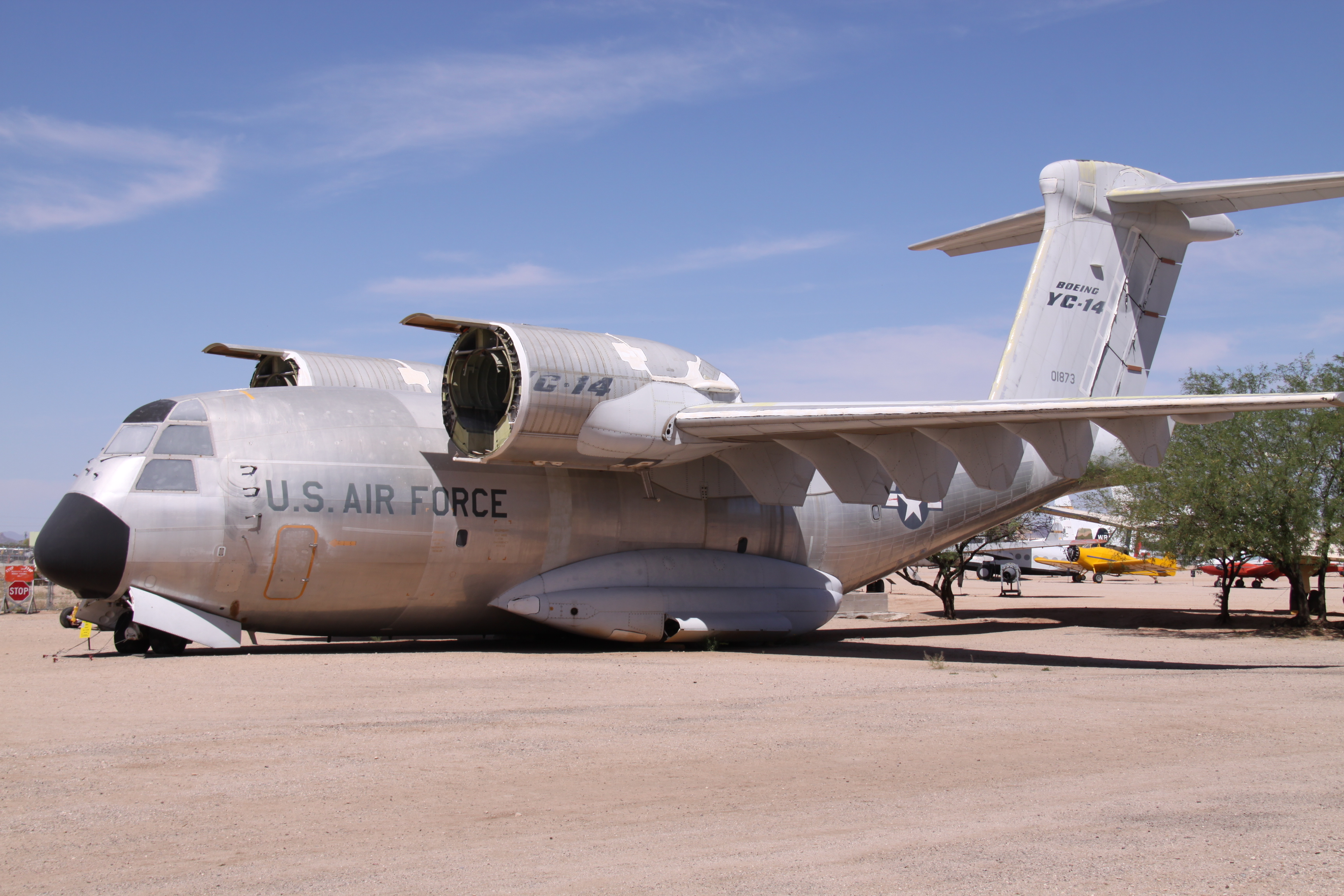
エンジンを外されて保管されるYC-14A

双発で高翼配置で直線翼でUSB方式だった。

## YC-15

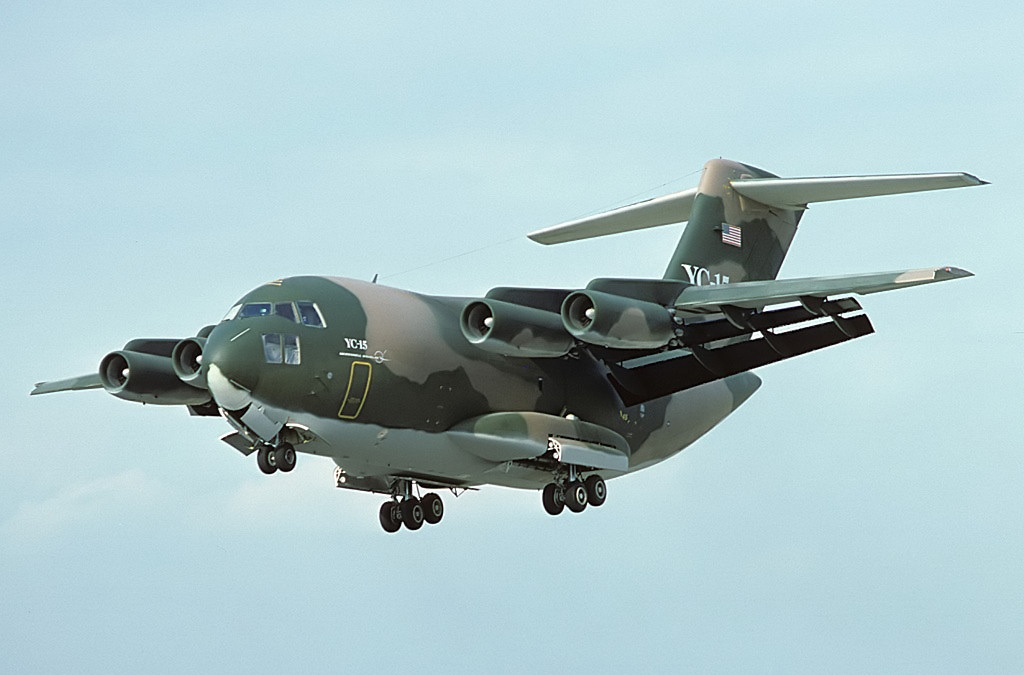
試験飛行中のYC-15A

高翼配置で直線翼で胴体はC-130から流用された。YC-14よりも保守的な設計で4発式で一種の推力偏向であるEBF(Externally Blown Flaps)方式によって揚力を生み出す。